# Sergio Mantovani
Sergio Mantovani (* 22. Mai 1929 in Cusano Milanino; † 23. Februar 2001 in Mailand) war ein italienischer Automobilrennfahrer.

## Karriere
Mantovani war Geschäftsmann, bevor er zunächst hobbymäßig mit dem Rennsport begann. Mit einem Maserati startete er 1953 bei der Targa Florio gemeinsam mit Juan Manuel Fangio und wurde Dritter. Für die Automobil-Weltmeisterschaft 1954 verpflichtete Maserati ihn als Werksfahrer. Der Lohn seines Engagements waren der jeweils fünfte Platz bei den Grands Prix von Deutschland und der Schweiz.
Beim Training für den nicht zur Weltmeisterschaft zählenden Gran Premio del Valentino in Turin im März 1955 erlitt Mantovani einen schweren Unfall, in dessen Folge ihm der linke Fuß amputiert werden musste. Mantovani versuchte, mit einer Prothese zum Motorsport zurückkehren, erkannte aber bald die Nutzlosigkeit seiner Versuche und trat 26-jährig vom Motorsport zurück.
Anschließend war Mantovani viele Jahre lang leitendes Mitglied der italienischen Motorsportbehörde. Er starb 2001 im Alter von 71 Jahren.

## Statistik

### Statistik in der Automobil-Weltmeisterschaft

#### Gesamtübersicht
| Saison | Team                      | Chassis        | Motor           | Rennen | Siege | Zweiter | Dritter | Poles | schn. Rennrunden | Punkte | WM-Pos. |
| ------ | ------------------------- | -------------- | --------------- | ------ | ----- | ------- | ------- | ----- | ---------------- | ------ | ------- |
| 1953   | Officine Alfieri Maserati | Maserati A6GCM | Maserati 2.0 L6 | 1      | −     | −       | −       | −     | −                | −      | NC      |
| 1954   | Officine Alfieri Maserati | Maserati 250F  | Maserati 2.5 L6 | 5      | −     | −       | −       | −     | −                | 4      | 16.     |
| 1955   | Officine Alfieri Maserati | Maserati 250F  | Maserati 2.5 L6 | 1      | −     | −       | −       | −     | −                | −      | NC      |
| Gesamt | Gesamt                    | Gesamt         | Gesamt          | 7      | −     | −       | −       | −     | −                | 4      |         |

#### Einzelergebnisse
| Saison | 1 | 2 | 3   | 4 | 5 | 6 | 7 | 8   | 9 |
| ------ | - | - | --- | - | - | - | - | --- | - |
| 1953   |   |   |     |   |   |   |   |     |   |
|        |   |   |     |   |   |   |   | 7   |   |
| 1954   |   |   |     |   |   |   |   |     |   |
|        |   | 7 | DNS |   | 5 | 5 | 9 | DNF |   |
| 1955   |   |   |     |   |   |   |   |     |   |
| 7      |   |   |     |   |   |   |   |     |   |

| Legende  | Legende            | Legende                                                          |
| Farbe    | Abkürzung          | Bedeutung                                                        |
| -------- | ------------------ | ---------------------------------------------------------------- |
| Gold     | –                  | Sieg                                                             |
| Silber   | –                  | 2. Platz                                                         |
| Bronze   | –                  | 3. Platz                                                         |
| Grün     | –                  | Platzierung in den Punkten                                       |
| Blau     | –                  | Klassifiziert außerhalb der Punkteränge                          |
| Violett  | DNF                | Rennen nicht beendet (did not finish)                            |
| Violett  | NC                 | nicht klassifiziert (not classified)                             |
| Rot      | DNQ                | nicht qualifiziert (did not qualify)                             |
| Rot      | DNPQ               | in Vorqualifikation gescheitert (did not pre-qualify)            |
| Schwarz  | DSQ                | disqualifiziert (disqualified)                                   |
| Weiß     | DNS                | nicht am Start (did not start)                                   |
| Weiß     | WD                 | zurückgezogen (withdrawn)                                        |
| Hellblau | PO                 | nur am Training teilgenommen (practiced only)                    |
| Hellblau | TD                 | Freitags-Testfahrer (test driver)                                |
| ohne     | DNP                | nicht am Training teilgenommen (did not practice)                |
| ohne     | INJ                | verletzt oder krank (injured)                                    |
| ohne     | EX                 | ausgeschlossen (excluded)                                        |
| ohne     | DNA                | nicht erschienen (did not arrive)                                |
| ohne     | C                  | Rennen abgesagt (cancelled)                                      |
| ohne     | keine WM-Teilnahme |                                                                  |
| sonstige | P/fett             | Pole-Position                                                    |
| sonstige | 1/2/3/4/5/6/7/8    | Punktplatzierung im Sprint-/Qualifikationsrennen                 |
| sonstige | SR/kursiv          | Schnellste Rennrunde                                             |
| sonstige | *                  | nicht im Ziel, aufgrund der zurückgelegten Distanz aber gewertet |
| sonstige | ()                 | Streichresultate                                                 |
| sonstige | unterstrichen      | Führender in der Gesamtwertung                                   |

### Einzelergebnisse in der Sportwagen-Weltmeisterschaft
| Saison | Team                             | Rennwagen                      | 1   | 2   | 3   | 4   | 5   | 6   | 7   |
| ------ | -------------------------------- | ------------------------------ | --- | --- | --- | --- | --- | --- | --- |
| 1953   | Bruno Margnoli                   | Maserati A6GCS Alfa Romeo 1900 | SEB | MIM | LEM | SPA | NÜR | RTT | CAP |
| 1953   | Bruno Margnoli                   | Maserati A6GCS Alfa Romeo 1900 |     | 10  |     |     | 24  |     |     |
| 1954   | Maserati Alfa Romeo Finmeccanica | Maserati A6GCS Alfa Romeo 1900 | BUA | SEB | MIM | LEM | RTT | CAP |     |
| 1954   | Maserati Alfa Romeo Finmeccanica | Maserati A6GCS Alfa Romeo 1900 |     |     | DNF |     | 5   | 18  |     |
| 1957   | Madunina                         | Osca S1500                     | BUA | SEB | MIM | NÜR | LEM | KRI | CAR |
| 1957   | Madunina                         | Osca S1500                     | DNF |     |     |     |     |     |     |